# Geum donianum
Geum donianum là loài thực vật có hoa trong họ Hoa hồng. Loài này được (Tratt.) Weakley & Gandhi mô tả khoa học đầu tiên năm 2008.